# رمادية (نبات)
الرمادية  أو الخرفيش جنس نباتي من الفصيلة النجمية. يضم حوالي 50 نوعًا من النباتات العشبية والجنبات موطنها جنوب أفريقيا.

## من أنواعها
- الرمادية الحبشية (باللاتينية: Cineraria abyssinica)
- الرمادية الغدية (باللاتينية: Cineraria glandulosa)
- الرمادية المثلثة (باللاتينية: Cineraria deltoidea)
- الرمادية المسننة الحواف (باللاتينية: Cineraria erosa)